# Robert John Palmer
Robert John Palmer, južnoafriški general, * 10. februar 1891, † 23. marec 1957.